# Hetao

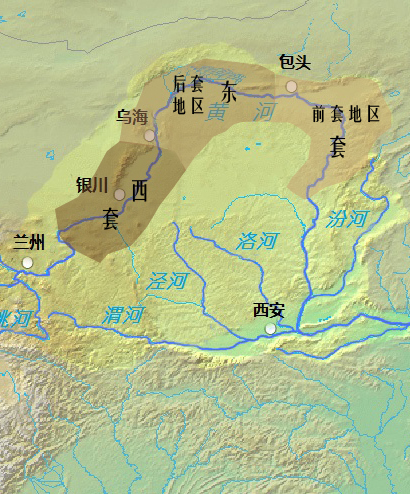
Hetao en marron avec :
- He occidental (marron foncé)
- He antérieur (marron moyen)
- He postérieur (marron clair)

Le Hetao (chinois : 河套 ; pinyin : hétào) est une région géographique couvrant la partie, au Nord du plateau d'Ordos du bassin du fleuve jaune.
Sa partie la plus en amont du fleuve jaune, couvre une partie de la région autonome du Ningxia, avec sa capitale, Yinchuan (银川), au Sud-Ouest, dans ce que l'on appelle le He occidental (西套, xīhé). Sa partie en aval est en Mongolie-Intérieure, dans ce que l'on appelle le He oriental (东套, dōnghé), composé de la région du He antérieur (前套地区, qiánhé dìqū) avec Wuhai (乌海), au Nord-Ouest, en amont et la région du He postérieur (后套地区, hòuhé dìqū) Baotou (包头), au Nord-Est, en aval du fleuve jaune.
Au nord, il est séparé du plateau mongol par les monts Yi, et au sud se trouve le plateau de Lœss.